# 2MASS J02182913-3133230
2MASS J02182913-3133230 ist ein L3-Zwerg im Sternbild Fornax. Er wurde 2003 von Kelle L. Cruz et al. entdeckt.